# Yke Oude Griep
Yke Oude Griep (Denekamp, 2001), beter bekend onder haar artiestennaam Yke, is een Nederlands zangeres.

## Biografie
Oude Griep deed auditie aan het Musicaltheater Tilburg en de ArtEZ in Enschede. Bij laatstgenoemde werd ze aangenomen. Voor een internationale conferentie bracht Oude Griep liedjes in de streektaal Twents uit. Hier schreef ze onder andere het nummer De Allerleefste Klootzak. Ook bracht ze onder andere een Twentse cover van Het is al laat toch van de band Racoon in het Twents. In 2022 deed Oude Griep als boekenwurm mee aan het televisieprogramma I Can See Your Voice. Een jaar later nam ze samen met zes andere jonge Twentse liedjesschrijvers deel aan een schrijverskamp van Hendrik Jan Bökkers. Hier schreef ze het nummer Waterpas, dat ze in september 2023 als haar debuutsingle uitbracht. In januari 2024 volgde de debuut ep van Oude Griep, getiteld In de groei. Oude Griep tourt met popronde langs diverse zalen in Nederland. Door Poppodium Metropool wordt ze uitgeroepen tot Metro's Finest Act van 2024. In augustus 2024 mocht Oude Griep optreden in het voorprogramma van de Duitse zangeres Nena. Ze mocht eveneens optreden tijdens het radioprogramma Dijkstra en Evenblij ter plekke op 15 december 2024.

## Discografie

### EP's
- In de groei (2024)
- Ik wil het anders (2024)

### Singles
- "Waterpas" (2023)
- "Lief, zeg me niet" (2023)
- "In de storm" (2024)
- "Mild voor mij" (2024)
- "Plottwist" (2024)